# منطقه بحرانی
منطقه بحرانی فیلمی است ساخته علی احمدزاده، محصول مشترک ایران و آلمان. این فیلم در هفتاد و ششمین دوره جشنواره فیلم لوکارنو که چهارمین فستیوال مهم اروپا تلقی میشود، برنده جایزه پلنگ طلایی بهترین فیلم شد. کارگردان فیلم به دلیل ممنوع‌الخروجی نتوانست در جشنواره حاضر شود.

## تولید فیلم
این فیلم بدون مجوز و مخفیانه در تهران فیلمبرداری شده و بازیگران زن فیلم بدون حجاب در آن بازی کرده‌اند.

## خلاصه داستان
داستان این فیلم درباره یک فروشنده مواد مخدر به نام امیر است که با سگ خود در تهران زندگی می کند و با آدم‌های گوناگونی دیدار می‌کند و انواع مواد مخدر به آنها می فروشد.

## جوایز
- برنده پلنگ طلایی بهترین فیلم هفتاد و ششمین جشنواره لوکارنو، ۲۰۲۳[۲]